# Butare
Butare of Huye is een stad in het zuiden van Rwanda. Het is de hoofdstad van het gelijknamige district Huye. De stad heeft ongeveer 50.000 inwoners en staat bekend als cultureel centrum van Rwanda.

## Geschiedenis
Butare werd in 1920 gesticht door het Belgische koloniale bestuur onder de naam Astrida, vernoemd naar de Belgische koningin Astrid. In 1962, na de onafhankelijkheid, werd de naam gewijzigd naar Butare.
De eerste weken van de Rwandese Genocide waren er in de toenmalige provincie Butare, in tegenstelling tot de rest van het land, geen moorden. Dit had onder andere te maken met het progressieve karakter van de stad en de omliggende provincie. Provincie-gouverneur Habyarimana sprak zich daarnaast openlijk uit tegen de moordpartijen. Na enkele weken greep de toenmalige regering echter in, werd Habyarimana afgezet en begonnen de moorden in Butare ook op grote schaal. In Butare werd ook de laatste koningin van Rwanda vermoord.
In 2006 werd de stad Butare hernoemd tot Huye. Dit werd gedaan als onderdeel van een groter programma, waarbij de namen van de grotere steden en districten in het land werden gewijzigd wegens associaties met de Genocide. Desondanks blijft ook de oude naam nog steeds in gebruik.

## Cultuur
In Butare staat het Etnografisch Museum van Rwanda. Dit museum werd eind jaren 80 geopend, toen nog als nationaal museum. Er is voornamelijk informatie te vinden over de etnografie en geschiedenis van het land.
In de stad staat ook de Kathedraal van Onze-Lieve-Vrouw van Wijsheid of de Cathédrale Notre-Dame de la Sagesse. Deze kathedraal is de grootste van Rwanda en werd in 1936 geopend.

## Onderwijs
In Butare staat een campus van de Universiteit van Rwanda. Deze is geopend in 2013. Op de campus was eerst de Université Nationale du Rwanda (UNR) te vinden. Dit was de oudste universiteit van het land, geopend in 1963. In 2013 is deze echter gefuseerd met de Universiteit van Rwanda. Dankzij het grote aantal studenten en de geschiedenis van de universiteit in de stad wordt Butare wel gezien als de studentenstad van het land.

## Geboren in Butare
- Aster Nzeyimana (1993), Belgisch sportjournalist

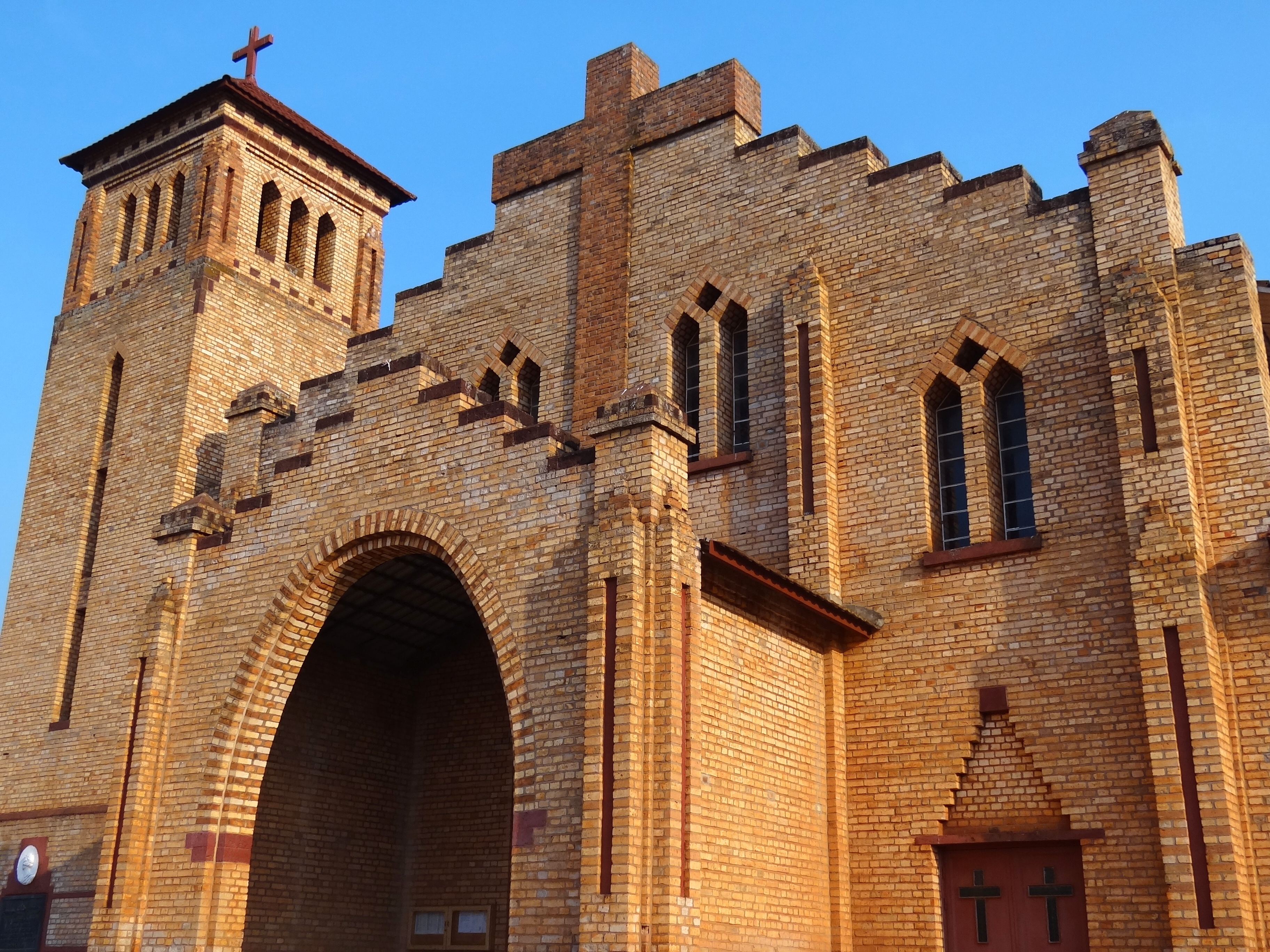
De Kathedraal van Onze-Lieve-Vrouw van Wijsheid